# Генрі Дуей
Генрі Дуей (англ. Henry Duey, 1 травня 1908 — 13 лютого 1993) — американський важкоатлет.
Бронзовий призер Олімпійських Ігор 1932 року в категорії до 82,5 кг.